# Антоній (Кріпак)
Архієпископ Антоній (Сергій Михайлович Кріпак, нар. 16 лютого 1977, Човно-Федорівка, Полтавська область)  — архієрей Української православної церкви (Московського патріархату), архієпископ Путивльський, вікарій Київської єпархії, намісника Глинської пустині.

## Життєпис
1996  — прийнятий до братії Глинської пустині УПЦ МП.
1997  — навчався у Таврійському духовному училищі УПЦ МП.
20 квітня 2002  — пострижений в чернецтво з іменем преподобного Антонія.
12 травня 2002  — ієродиякон, благочинний.
19 грудня 2002  — ієромонах.
26 жовтня 2003  — ігумен.
16 квітня 2006  — архімандрит.
6 січня 2007  — благочинний обителі.
23 грудня 2010  — в сані архімандрита призначений виконуючим обов'язки намісника Глинської пустині..
14 июня 2011  — затвержденний намісником Глинської пустині..
8 травня 2012  — обраний єпископом Бородянським, вікарієм Київської єпархії.
12 травня 2012  — наречення.
13 травня 2012  — єпископська хіротонія..
20 липня 2012  — змінений титул на «Путивльський»..
17 серпня 2019  — возведений у сан архієпископа.

## Нагороди
- 4 квітня 2003  — наперсний хрест
- 6 червня 2004  — палиця
- 6 червня 2004  — наперсний хрест з прикрасами
- 22 вересня 2008  — орден святого рівноапостольного князя Володимира.
- 6 травня 2012  — другий наперсний хрест з прикрасами.